# ロバート・チェンバース

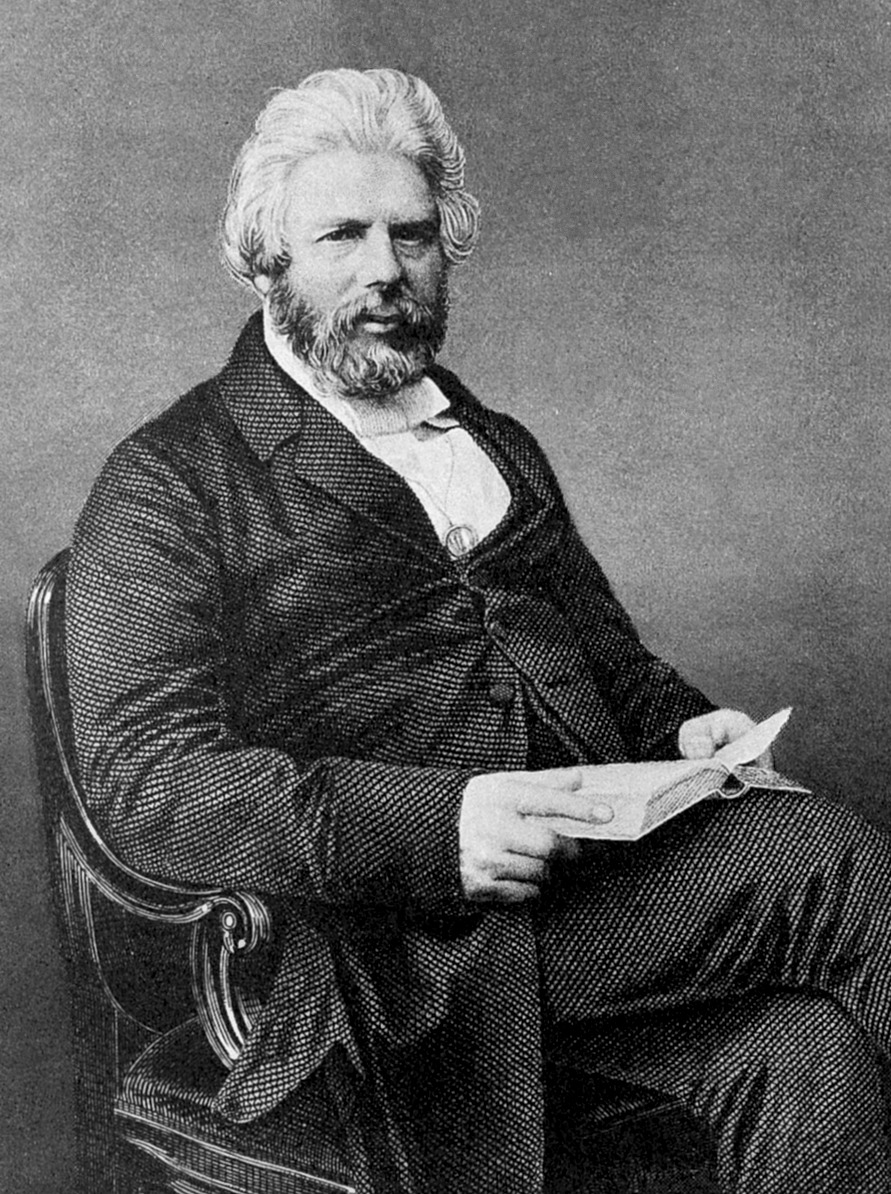
ロバート・チェンバース

ロバート・チェンバース（Robert Chambers、1802年7月10日 - 1871年3月17日）は、スコットランドの出版業者であり、エディンバラ王立協会とロンドン地質学会に所属していた地質学者であり、法学博士、進化論の考察者であり、兄でビジネスパートナーのウィリアム・チェンバースと共にW＆R チェンバース出版社の創業者であり、雑誌編集者であり、作家でもある。
19世紀半ばにおいて、科学と政治の世界で非常に影響力があった存在である。
初期の骨相学者で、匿名で出版した進化論に影響を与えたことで知られる『創造の自然史の痕跡』は、彼の死後まで著者が誰か物議をかもした。

## 幼年期
19世紀へ変ったばかりの頃、ロバートは兄ウィリアムと共にスコティッシュ・ボーダーズ の片田舎のピーブルズに生まれた。父ジェイムス・チェンバースは綿の製造業者として生計を立て、家はジェイムスの父がジェイムスの結婚祝いに建てたスレート屋根の家で、一階は家族の作業場となっていた。
この町には移動図書館が巡回しており、彼に文学への興味を与えた。父は時折、本を購入し家の書庫に収めていた。その中にブリタニカ百科事典第四版のセットを見つけ、熱心に何年もかけて屋根裏部屋で読み漁った。彼は死の間際に、こう綴っている「人間の叡智のようなコレクションの存在に感謝を、それによって私の仕事机はとても満たされ広げられた。」
ウィリアムはロバートについて思い返し「知識の獲得は彼のこの世で最高の楽しみであった。」と書き残している。
彼は田舎の学校に通うことになった。その学校教育は平凡であったが、彼は才と情熱を発揮した。学校は読み書きしか教えてなかったが、追加料金で算術を教わった。グラマースクールではラテン語と古代ギリシア語、そして多くの英作文を教わった。少年達は互いをいじめ教師は体罰を行った。学校は平和ではなかったので、彼は書店で勉強することになった。
ロバートとウィリアムは両手両足が多指症であった。両親は仕事を通じて治そうと試みウィリアムは成功し、ロバートの左手は不完全な状態で保持することとなった。それによって子供達は外野で暴れ、ロバートは屋内で本を研究することとなった。
父が突然の自動織機の登場によって破産した為、エディンバラに引越し、兄は書店の弟子となり学校に通い、ロバートはLeith Walkで本の立ち売りで稼いでいた。彼の売っていた本は、父の蔵書であった。初年の売り上げは12ポンドとなり、ささやかな成功をおさめた。

## 起業
ロバートはビジネスを考えている間、彼の兄ウィリアムは家庭で印刷できる印刷機を購入し、広告を発行するだけでなく、独自の仕事形態によって事業を拡大した。 その後すぐ、ロバートが記事を書き、ウィリアムが印刷する形で力を合わせることになった。彼らの合弁会社は最初の仕事で The Kaleidoscope, or Edinburgh Literary Amusementという雑誌シリーズを3ペンスで販売した。この雑誌は1821年10月6日から1822年1月12日の間、隔週発行された。

## W. & R. チェンバース出版
1832年の初頭、ウィリアムは、Chambers's Edinburgh Journalと題した週刊誌を開始し迅速に大規模な利益をもたらした。ロバートは最初だけ貢献するに留めていたが、14巻が発刊された後は共同編集者となった。この週刊誌は成功し、彼の共同作業は何よりも貢献した。2人の兄弟は、最終的にはW. & R. チェンバース出版を立ち上げ、パートナーとして結束した。
ロバートが著作・もしくは一部を手がけた本として、the Biographical Dictionary of Eminent Scotsmen (4 vols., Glasgow, 1832–1835), the Cyclopædia of English Literature (1844), the Life and Works of Robert Burns (4 vols., 1851), Ancient Sea Margins (1848), the Domestic Annals of Scotland (1859–1861) 、the Book of Days (2 vols., 1862–1864) などが上げられる。
チェンバーズ百科事典はアンドリュー・ファインドレイター博士との共同で編集し、兄弟の監督指揮の下に作られた。

### 著作物
創造の自然史の痕跡（1844）
the Book of Days
彼が人生の最後に出版した本で、彼の集大成である。この本を作る為に多くのコネクションを駆使し、有名なアンティークカレンダーを取り寄せ収集した。しかし、この過剰な労働が彼の死を早めたと見られている。

## 死去、そしてその後
1871年3月17日、セント・アンドルーズで「ロバート・チェンバース」は亡くなった。彼の遺志によってSt. Regulusの古い教会に埋葬された。兄ウィリアムは兄弟共に記憶に残るよう兄弟のステンドグラスをセント・ジャイルズ大聖堂に納めた。
ロバートが亡くなった翌年、ウィリアムは「ロバート・チェンバースの記憶、そしてウィリアム・チェンバースの自伝的回想」（ Memoir of Robert Chambers; With Autobiographical Reminisces of William Chambers.）を出版した。ウィリアムは「創造の自然史の痕跡」の著者であることは明かさなかった。それからウィリアムが亡くなった翌年の1884年の痕跡12版、アレクサンダー・アイルランドは最後の著者リストに「ロバート・チェンバース」を記載し公表した。アイルランドは著者の名前をしばらく隠蔽する理由があると感じていた。
「創造の自然史の痕跡」は神に配慮した内容だったが、保守的な教会と創造論者達の批判と憎悪の標的となっていた為と思われる。